# Brian McGee
Brian McGee (Govan, Glasgow, 8. ožujka 1959.), škotski je glazbenik, bubnjar koji je svirao u više sastava kao što su Simple Minds i Endgames.

## Karijera
Budućeg predvodnika Simple Mindsa, Jim Kerra upoznao je još u srednjoj školi, te se uz ostale članove (gitarist Charlie Burchill i basist Tony Donald) priključio grupi Biba-Rom!, da bi 1977. osnovali prvo punk-rock sastav Johnny and the Self Abusers, a nakon 8 mjeseci Simple Minds. Svirao je na albumima Life In A Day, Real To Real Cacophony, Empires and Dance i Sons and Fascination. U rujnu 1981. napušta Simple Minds.
Nakon rada u pubu pridružio se grupi Endgames, zamijenivši Douglasa Muirdena. Sastav se razišao 1985. nakon izdavanja drugog albuma. S bivšim kolegom iz sastava Simple Minds Derekom Forbesom, priključio se bandu Propaganda, u kojem je svirao do 1995.